# Vejle Amt
Vejle Amt war eine dänische Amtskommune im südöstlichen Jütland. Hauptort war Vejle. 
Heute gehört der nördliche Teil des Gebietes zur Region Midtjylland, der südliche Teil zur Region Syddanmark.

## Bevölkerungsentwicklung
Zum 1. Januar
- 1980 – 325.774
- 1985 – 326.853
- 1990 – 330.398
- 1995 – 336.663
- 1999 – 346.182
- 2000 – 347.542
- 2003 – 353.248
- 2005 – 358.055

## Kommunen
(Einwohner 1. Januar 2006)
- Børkop Kommune (11.782)
- Brædstrup Kommune (8857)
- Egtved Kommune (15.489)
- Fredericia Kommune (49.252)
- Gedved Kommune (10.339)
- Give Kommune (14.065)
- Hedensted Kommune (17.190)
- Horsens Kommune (59.550)
- Jelling Kommune (5790)
- Juelsminde Kommune (15.742)
- Kolding Kommune (63.751)
- Lunderskov Kommune (5574)
- Nørre-Snede Kommune (7207)
- Tørring-Uldum Kommune (12.650)
- Vamdrup Kommune (7566)
- Vejle Kommune (56.117)